# Édouard Mehl
 (octobre 2021).
La mise en forme du texte ne suit pas les recommandations de Wikipédia : il faut le « wikifier ».
Les points d'amélioration suivants sont les cas les plus fréquents. Le détail des points à revoir est peut-être précisé sur la page de discussion.
- Les titres sont pré-formatés par le logiciel. Ils ne sont ni en capitales, ni en gras.
- Le texte ne doit pas être écrit en capitales (les noms de famille non plus), ni en gras, ni en italique, ni en « petit »…
- Le gras n'est utilisé que pour surligner le titre de l'article dans l'introduction, une seule fois.
- L'italique est rarement utilisé : mots en langue étrangère, titres d'œuvres, noms de bateaux, etc.
- Les citations ne sont pas en italique mais en corps de texte normal. Elles sont entourées par des guillemets français : « et ».
- Les listes à puces sont à éviter, des paragraphes rédigés étant largement préférés. Les tableaux sont à réserver à la présentation de données structurées (résultats, etc.).
- Les appels de note de bas de page (petits chiffres en exposant, introduits par l'outil «  Source ») sont à placer entre la fin de phrase et le point final[comme ça].
- Les liens internes (vers d'autres articles de Wikipédia) sont à choisir avec parcimonie. Créez des liens vers des articles approfondissant le sujet. Les termes génériques sans rapport avec le sujet sont à éviter, ainsi que les répétitions de liens vers un même terme.
- Les liens externes sont à placer uniquement dans une section « Liens externes », à la fin de l'article. Ces liens sont à choisir avec parcimonie suivant les règles définies. Si un lien sert de source à l'article, son insertion dans le texte est à faire par les notes de bas de page.
- La présentation des références doit suivre les conventions bibliographiques. Il est recommandé d'utiliser les modèles {{Ouvrage}}, {{Chapitre}}, {{Article}}, {{Lien web}} et/ou {{Bibliographie}}. Le mode d'édition visuel peut mettre en forme automatiquement les références.
- Insérer une infobox (cadre d'informations à droite) n'est pas obligatoire pour parachever la mise en page.

Pour une aide détaillée, merci de consulter Aide:Wikification.
Si vous pensez que ces points ont été résolus, vous pouvez retirer ce bandeau et améliorer la mise en forme d'un autre article.
 (octobre 2021).
Si vous disposez d'ouvrages ou d'articles de référence ou si vous connaissez des sites web de qualité traitant du thème abordé ici, merci de compléter l'article en donnant les références utiles à sa vérifiabilité et en les liant à la section « Notes et références ».
 (octobre 2021).
Édouard Mehl né le 3 août 1970 à Nancy (Meurthe-et-Moselle),  est professeur de philosophie à l'université de Strasbourg.
Philosophe et historien des sciences, il est spécialiste de la pensée cartésienne. Lauréat 2020 du prix Moron de l'Académie française pour son ouvrage Descartes et la fabrique du monde, le problème cosmologique de Copernic à Descartes (PUF, 2019).       

## Biographie
Édouard Mehl est ancien élève de l'École normale supérieure Fontenay-Saint-Cloud. Après avoir soutenu à l'université Paris-IV-Sorbonne une thèse sur le contexte allemand de l'élaboration de la science cartésienne, sous la direction de Jean-Luc Marion, il enseigne la philosophie à l'Université de Strasbourg en tant que maître de conférences. Il est doyen de la faculté de philosophie de l'Université de Strasbourg et vice-président "Sciences en Société" de l'Université de Strasbourg de 2012 à 2014. Son habilitation à diriger les recherches, soutenue en 2013 à l'Université Paris-Sorbonne, porte sur le problème du monde, de Copernic à Descartes. L'ouvrage qui en est issu est publié en 2019 aux Presses Universitaires de France,.
Professeur de philosophie moderne et d'histoire des sciences à l'Université de Lille de 2014 à 2019, il rejoint l'Université de Strasbourg en 2019 en tant que professeur de philosophie moderne. Il a été directeur scientifique des Presses universitaires de Strasbourg de 2020 à 2023, puis directeur du Centre de Recherches en Philosophie Allemande et Contemporaine (CRePhAC) depuis 2023. Edouard Mehl est également membre universitaire associé des Archives Husserl (UMR 8547 Pays Germaniques), et membre du Comité National Français d'Histoire et de Philosophie des Sciences. 

## Recherche
Ses travaux de recherche et ses enseignements portent sur l'histoire de la philosophie moderne, la métaphysique et théorie de la connaissance de Descartes à Kant, sur l'histoire des sciences et des idées cosmologiques de Copernic à Newton (voir notamment ses travaux sur Kepler) et sur les théories de la modernité et les usages contemporains de Descartes. Ses recherches portent également sur l'histoire de l'art, et la transformation des représentations du monde à la fin du Moyen-Âge, participant elle-même à l'événement qu'il caractérise comme la "déclosion cosmologique" de la Renaissance européenne (XVe - XVIIe siècles).

### Ouvrages
- Descartes en Allemagne, 1619-1620. Le contexte allemand de l’élaboration de la science cartésienne. Préf. de Michel Fichant. Presses Universitaires de Strasbourg, 2001 (380 p., bibliographie, index). 2e édition corrigée et augmentée, Presses universitaires de Strasbourg, 2019 (626 p., bibliographies, index)
- Descartes et la visibilité du monde. Les Principes de la philosophie. Paris, Presses universitaires de France, collection CNED, 2009, 176 p.
- Descartes et la fabrique du monde. Le problème cosmologique de Copernic à Descartes. Paris, Presses universitaires de France (coll. Épiméthée). 426 p., bibliographie, index. Ouvrage récompensé par le grand prix Moron de l’Académie française (2020)[6],[7].

### (Co)édition de textes
- Gérard Simon. Kepler, rénovateur de l'optique, édition de Delphine Bellis et Nicolas Roudet. Paris, Classiques Garnier, 2019. Préface d'Edouard Mehl, p. 13-15.
- Jacques Derrida. Du même à l'autre. Deux cours sur Husserl, 1963 ; édition établie par Raphaël Authier et Édouard Mehl.  Le Seuil, Bibliothèque Jacques Derrida, 2024.
- Jean Héring. Phénoménologie et philosophie religieuse. Avec un dossier de textes inédits (1917-1927). Strasbourg, PUS, 2024 (Note éditoriale p. 5-8 ; traduction de l'allemand de "Phänomenologie als Grundlage der Metphysik ?", 267-276).

### Direction et codirection d'ouvrages
- Nouveau Ciel, Nouvelle Terre. La révolution copernicienne dans l’Allemagne de la Réforme, 1530-1630. Miguel Ángel Granada et Édouard Mehl (dir.). Les Belles Lettres, 2009, 448 p.
- L’Idée de monde / La vie active. Textes réunis par Arnaud Tomès et Édouard Mehl. Les Cahiers Philosophiques de Strasbourg, n° 25, 2009-1, 300 p.
- Kepler. La physique céleste. Autour de l’Astronomia Nova (1609). Les Belles Lettres, 2011 (Édouard Mehl, dir.). 360 p., index, bibliographie.
- La Science et sa logique. Le statut épistémique de la logique de Descartes à Husserl. Les Cahiers Philosophiques de Strasbourg, n° 32, 2012-2, 356 p.
- La réception de Duns Scot / Die Rezeption des Duns Scotus / Scotism through the Centuries, Mechthild Dreyer, Édouard Mehl, Matthias Vollet (eds). The Quadruple Congress on John Duns Scotus, Volume IV. Aschendorff, Archa Verbi Subsidia, Band 6, 2013, 335 p.
- Le Temps des Astronomes. L’astronomie et le décompte du temps de Pierre d’Ailly à Newton, Édouard Mehl et Nicolas Roudet (dir.), 402 p.
- Les usages contemporains de Descartes. Numéro thématique de la Revue Methodos (2018-n°18), coordonné par Alexandre Billon et Édouard Mehl.
- Histoire de la fin des temps. Les mutations du discours eschatologique, Moyen Âge, Renaissance, Temps Modernes. Actes du colloque international de Tours, 21-23 mars 2019. Édité par Édouard Mehl et Christian Trottmann. Strasbourg, Presses universitaires de Strasbourg, juin 2022.
- Mirabilis Scientiae Fundamenta. Das Erwachen der kartesischen Philosophie. Actes du colloque international de Neuburg an der Donau 9-12 novembre 2019.  Édité par Dan Arbib, Vincent Carraud, Édouard Mehl et Walter Schweidler. « Eichstätter philosophische Beiträge », Karl Alber Verlag (Freiburg), 2022.
- De mundi recentioribus phaenomenis. Science, Politique et Religion dans l’Europe des Temps modernes : XVe-XVIIe siècles. Essais en l’honneur de Miguel Ángel Granada, édités par Édouard Mehl et Isabelle Pantin. Brepols, “De Diversis Artibus”, 2023.
- [Auto]biographies philosophiques. Avec Alexis Anne-Braun, Les Cahiers philosophiques de Strasbourg, 2023/1, n° 53. Journée d’études organisée par le CRePhAC, Université de Strasbourg, 20 mai 2021.
- L’université résistante. Strasbourg 1930-1945 (textes réunis par Édouard Mehl, avec la collaboration de Raphaël Authier et Romain Peter). Les Cahiers philosophiques de Strasbourg, n° 56, 2024/2.
- Jean-Luc Marion et l'histoire de la métaphysique. Textes réunis par Isabelle Moulin et Edouard Mehl. Revue des sciences religieuses, 98/2-4⎥2024.

## Prise de position
En 2020, Edouard Mehl intervient dans le débat sur les libertés académiques  et les valeurs de la République à l'occasion du projet de Loi de Programmation Pluriannuelle de la Recherche (LPPR) dénonçant une "mise sous contrôle administratif" des enseignants chercheurs, et a notamment publié à ce sujet dans la rubrique "Opinions" du Monde.